# Brahim Boutaleb
Pour les articles homonymes, voir Boutaleb.
Brahim Boutaleb (en arabe : إبراهيم بوطالب)  né à Fès le 31 décembre 1937 et mort à Casablanca le 1er mars 2022, est un historien, universitaire et politicien marocain, spécialiste de l'histoire du Maroc et de l'Afrique du Nord en général, et auteur de plusieurs ouvrages. Il est également professeur d’histoire contemporaine à l’université Mohammed-V de Rabat. Il a été député de la ville de Fès de 1977 à 1983.

## Biographie
Né à Fès en 1937, Brahim Boutaleb étudie le droit et l'histoire à la Sorbonne à Paris, période où il est actif au sein des cercles militants de la jeunesse étudiantes marocaine. Durant cette période, il prend part à des manifestations de la gauche en Europe, notamment à Moscou, Amsterdam et Paris. Il fréquente également les milieux favorables à l'indépendance de l'Algérie et milite pour un Maghreb émancipé de la colonisation française et espagnole.
À son retour au Maroc, il rejoint l'Union nationale des forces populaires  (UNFP) en 1960. En 1970, il devient professeur d’histoire contemporaine à l’université Mohammed-V de Rabat. Il devient professeur de chaire à la faculté des lettres de Rabat, et doyen de cette faculté, une fonction interrompue brutalement en 1972 pour sa participation au mouvement universitaire de contestation du pouvoir.
Il se lance alors dans l’action politique. Il est élu député de Fès en 1977, battant dans sa ville natale le candidat du pouvoir, un secrétaire d’État aux affaires économiques,. Il conserve ce mandat jusqu'en 1983. Après une vague d’arrestations ayant ciblée les députés et militants de gauche au Maroc, il décide de se retirer de la politique et se concentre sur ses travaux académiques.
Parallèlement à ses activités universitaires, il a enseigné l'histoire des idées politiques et des faits sociaux à l'école nationale d'administration publique de Rabat, cycle normal de l'énap, années 1977-1980.
Il préside également l'association de traduction et de l'édition, et est rédacteur en chef de la revue Hesperis-Tamuda. Au début des années 2000 et avec l'avènement du roi Mohammed VI, il est nommé à l'instance équité et réconciliation pour le règlement des violations des droits de l'Homme durant les années de plomb. Il est également nommé, par Dahir, membre de la Commission consultative de la régionalisation instituée par le roi Mohammed VI le 3 janvier 2010.

## Principales publications
- L'Histoire du Maroc, édition Hatier, 1967, en collaboration avec Jean Brignon, Abdelaziz Aminé, Guy Martinet, Bernard Rosenberger, et Michel Terrasse[9].
- La Marche verte, SEFA, 1976.

## Préfaces
- Abderrahim Bouabid journaliste dans le combat pour l’indépendance, 1996.
- La France et le retour de Mohammed V, Selma Lazraq, L’Harmattan, 2003.
- Présence chrétienne au Maroc : XIXe – XXe siècles, Jamaâ Baida et Vincent Feroldi, édition Bouregreg communication, 2005.